# Taràntula Negra
La Taràntula Negra (o Black Tarantula en el còmic original) és un personatge de ficció que apareix als còmics de Marvel Comics. El personatge apareix per primera vegada de manera esporàdica a The Amazing Spider-Man nº419 (gener de 1997), i fa la seua primera llarga aparició a Amazing Spider-Man nº432 (març de 1998). Black Tarantula va ser creat pel guionista Tom DeFalco i pel dibuixant Steve Skroce.